# Gloria Paul
Gloria Paul (* 28. Februar 1940 in London) ist eine britische Tänzerin und Schauspielerin.

## Leben
Paul, die Tochter eines Journalisten der Financial Times, erhielt bereits im Kindesalter Tanz- und Gesangsunterricht und wurde später Tänzerin im Pariser Lido. Auch der Revuetanztruppe Blue Belle Girls gehörte sie an. 1960 ging sie nach Italien und erhielt Schauspielangebote für verschiedene Filme, darunter auch weibliche Hauptrollen in Komödien mit Franco & Ciccio. Etwa 30 Filme drehte sie in den folgenden zehn Jahren.
Daneben spielte sie in Revuen und hatte zahlreiche Fernsehauftritte.
Auch als James-Bond-Girl war sie 1965 im Gespräch, spielte dann jedoch „nur“ in einer Parodie. Danach spielte sie nur noch gelegentliche Filmrollen; 1996 erlitt sie einen schweren Unfall, der sie zeitweilig an den Rollstuhl fesselte. Erst 2008 war sie wieder in einer Fernsehrolle zu sehen.

## Filmografie (Auswahl)
- 1961: La ragazza di mille milesi
- 1965: 2 Trottel gegen Goldfinger (Due mafiosi contro Goldginger)
- 1966: I due figli di Ringo
- 1966: Irren ist tödlich (Per qualche dollaro in meno)
- 1967: Die drei Supermänner räumen auf (I fantastici tre supermen)
- 1967: Zwei Trottel gegen Django (Due Rrringos nel Texas)
- 1968: Drei tolle Kerle (3 supermen a Tokio)
- 1969: Fließband ins Jenseits (Revenge)
- 1970: Darling Lili
- 1996: Esercizi di stile